# 景廷賓
景 廷賓（けい ていひん、Jing Tingbin、1861年 - 1902年）。号は尚卿。義和団の乱後の反清運動の指導者の一人。
直隷省広宗出身。武生であったが、1901年に広宗県に義和団の乱時の賠償が求められると、反対闘争の首領に推された。1902年春、巨鹿県で蜂起を行い、「龍団大元帥」を名乗り、「掃清滅洋」をスローガンに掲げた。教会を焼き討ちし、清軍と戦ったが、失敗に終わった。その後成安県に逃れ、再び蜂起して臨漳県に迫ったが、敗北して捕らえられ、威県で処刑された。